# Wer singt für Deutschland? (2007)
Die deutsche Vorentscheidung zum Eurovision Song Contest 2007 fand am 8. März 2007 im Deutschen Schauspielhaus in Hamburg statt. Sie wurde live im Ersten unter dem Titel Wer singt für Deutschland? übertragen. An ihr nahmen wie im Jahr zuvor drei Interpreten teil.

## Format
Die vom NDR nominierten Teilnehmer und ihre Lieder waren:
| Platz | Startnr. | Interpret          | Coversong (Originalinterpret)               | Lied Musik (M) und Text (T)                                                                               | Zuschauer | Zuschauer             |
| Platz | Startnr. | Interpret          | Coversong (Originalinterpret)               | Lied Musik (M) und Text (T)                                                                               | Stimmen   | Ergebnis (in Prozent) |
| ----- | -------- | ------------------ | ------------------------------------------- | --- | --------- | --------------------- |
| 1.    | 3        | Roger Cicero       | Zwei kleine Italiener (Cornelia Froboess)   | Frauen regier’n die Welt M: Matthias Haß; T: Frank Ramond                                                 | 630.000   | 70 %                  |
| 2.    | 2        | Monrose            | Wunder gibt es immer wieder (Katja Ebstein) | Even Heaven Cries M/T: Jonas Jeberg, Robert S. Nevil, Lauren K. Evans, Jens Lomholt, Philip Dencker Jones | 180.000   | 20 %                  |
| 3.    | 1        | Heinz Rudolf Kunze | Merci, Chérie (Udo Jürgens)                 | Die Welt ist Pop M/T: Heinz Rudolf Kunze                                                                  | 090.000   | 10 %                  |

Roger Cicero wurde mit ca. 70 % (ca. 630.000 Anrufe) der abgegebenen 900.000 Stimmen eindeutig als Gewinner auserkoren, Platz 2 belegten Monrose mit 20 % (ca. 180.000 Anrufe) der Stimmen. Letzter wurde Heinz Rudolf Kunze mit 10 % (ca. 90.000 Anrufe) der Stimmen.
Moderiert wurde die Show von Thomas Hermanns. Gäste auf der Couch waren Susanne Fröhlich, Paola, Andrea Kiewel und Georg Uecker. In der Sendung traten die deutschen ESC-Teilnehmerinnen Wencke Myhre, Siw Malmkvist und Gitte Hænning sowie die ESC-Gewinner Bucks Fizz, Katrina Leskanich (frühere Leadsängerin der Gruppe Katrina and the Waves) und Johnny Logan auf. Es spielte das St. Pauli Kurorchester. Ehrengäste waren die deutschen ESC-Teilnehmerinnen von 1959 Alice und Ellen Kessler, die auch den Sieger verkünden durften.
Beim Eurovision Song Contest 2007 im Mai in Helsinki belegte Roger Cicero im Finale den 19. Platz von 24 Teilnehmern.